# LaVern Baker
LaVern Baker, (Chicago, 1929. november 11. – Queens, 1997. március 10.) amerikai amerikai rhythm and blues énekesnő volt. Számos slágere szerepelt a popslágerlistákon az 1950-es, -60-as években. Legsikeresebb lemezei a „Tweedle Dee” (1955), a „Jim Dandy” (1956) és az „I Cried a Tear” (1958) voltak.

## Pályafutása
Delores Baker egy chicagói gospelkórusban kezdett énekelni. Tizenhétévesen egy chicagói éjszakai klubba költözött, ahol „Little Miss Sharecropper” néven énekelt, aztán pedig egy detroiti éjszakai klubban. A Little Miss név Mildred Jormanre utalt, aki az 1940-es évek eleje óta lépett fel Chicagóban, és akinek a „So Long” című főcímdalát Baker szintén énekelte.
Detroitban a tapasztalt dzsesszenekar-vezető, Fletcher Henderson fedezte fel Bakent, aki lemezszerződést is szerzett neki az Okeh Recordsnál, és Willmette Warddal megírta neki az „I’m in a Crying Mood” című dalt.Todd Rhodes zenekarával felvette első kislemezeit, de ezek a lemezek még teljesen észrevétlenek maradtak. Delores Evans ettől kezdve „LaVern Bakernek” nevezte magát.
1954-ben lemezszerződést kapott az Atlantic Recordstól. A menedzsere, Al Green volt, aki Baker későbbi rhythm and blues felvételein is közreműködött, egészen 1957-ben bekövetkezett haláláig.
Az egyik ilyen dal, a klasszikussá vált „Tweedlee Dee” volt, amely később Georgia Gibbs nagy slágere lett. Baker kártérítést követelt Gibbs lemezkiadójától szellemi tulajdonlopás miatt. (Ez a lopás nem a dalszerző jogdíjaihoz kapcsolódott, hanem a hangszereléshez, amelyet hangjegyről hangjegyre lemásoltak). A per Baker és Atlantic Recods ellen döntött. A „Tweedlee Dee" a 14. helyet érte el a popslágerlistákon, és a 4. helyet az R&B listákon.
1956-tól kezdve Baker kislemezei rendszeresen felkerültek a popslágerlistákra. Szerepelt az 1956-os Rock, Rock, Rock című musicalben a „Tra La La” című dallal. Albumai nem fogytak különösebben jól, az egyetlen említésre méltó albuma az 1958-as LaVern Baker Sings Bessie Smith volt, amelyen Baker Bessie Smith klasszikus dalokat ad elő.
A Leiber/Stoller zeneszerző-producer párossal való együttműködése révén utolsó jelentős kislemeze a „See See Rider” volt 1962-ben. Japánba költözött. 1969-ben tüdőgyulladás akadályozta meg a show-bizniszbeli karrierjét. Később a Fülöp-szigetekre költözött és férjével élt és egy éjszakai klubot vezetett.
Csak 1988-ban tért vissza New Yorkba – az Atlantic 40. évfordulójára. Ruth Brown utódjaként szerepret a „Black and Blue” című Broadway-musicalben. 1991-ben beiktatták a Rock and Roll Hírességek Csarnokába. Bár 1995-ben cukorbetegsége miatt mindkét lábát térd alatt amputálni kellett, továbbra is fellépett – most már kerekesszékhez kötve.
1997. március 10-én szívelégtelenségben meghalt egy New York-i kórházban.

## Albumok
- La Vern (1956)
- La Vern Baker (1957)
- Rock And Roll With La Vern (1957)
- LaVern Baker Sings Bessie Smith (1958)
- Blues Ballads (1959)
- Precious Memories (1959)
- Saved (1961)
- See See Rider (1962)
- I'm Gonna Get You (1966)
- Let Me Belong To You (1970)
- Woke Up This Morning (1992)

### Másokkal
- 1963: The Best of LaVern Baker
- 1971: Her Greatest Recordings
- 1984: Real Gone Gal
- 1987: I’m Gonna Get You (& Jackie Wilson)
- 1989: Hits and Rarities
- 1991: Soul on Fire
- 1993: Blues Side of Rock’n’Roll
- 1993: LaVern Baker
- 2006: Wild Wild Women & Ruth Brown)
- 2007: The Platinum Collection
- 2008: Rock’n’Roll Legend
- 2009: Bop Ting a Ling
- 2010: Her Greatest Hits

## Díjak
- 1991: Rock and Roll Hall of Fame